# Rhacophorus schlegelii
Espèce
Synonymes
- Polypedates schlegelii Günther, 1858
- Rhacophorus microglossus Boulenger, 1882

Statut de conservation UICN

 LC  : Préoccupation mineure
Rhacophorus schlegelii est une espèce d'amphibiens de la famille des Rhacophoridae.

## Répartition
Cette espèce est endémique du Japon. Elle se rencontre sur les îles de Honshū, de Shikoku et de Kyūshū,.

## Description

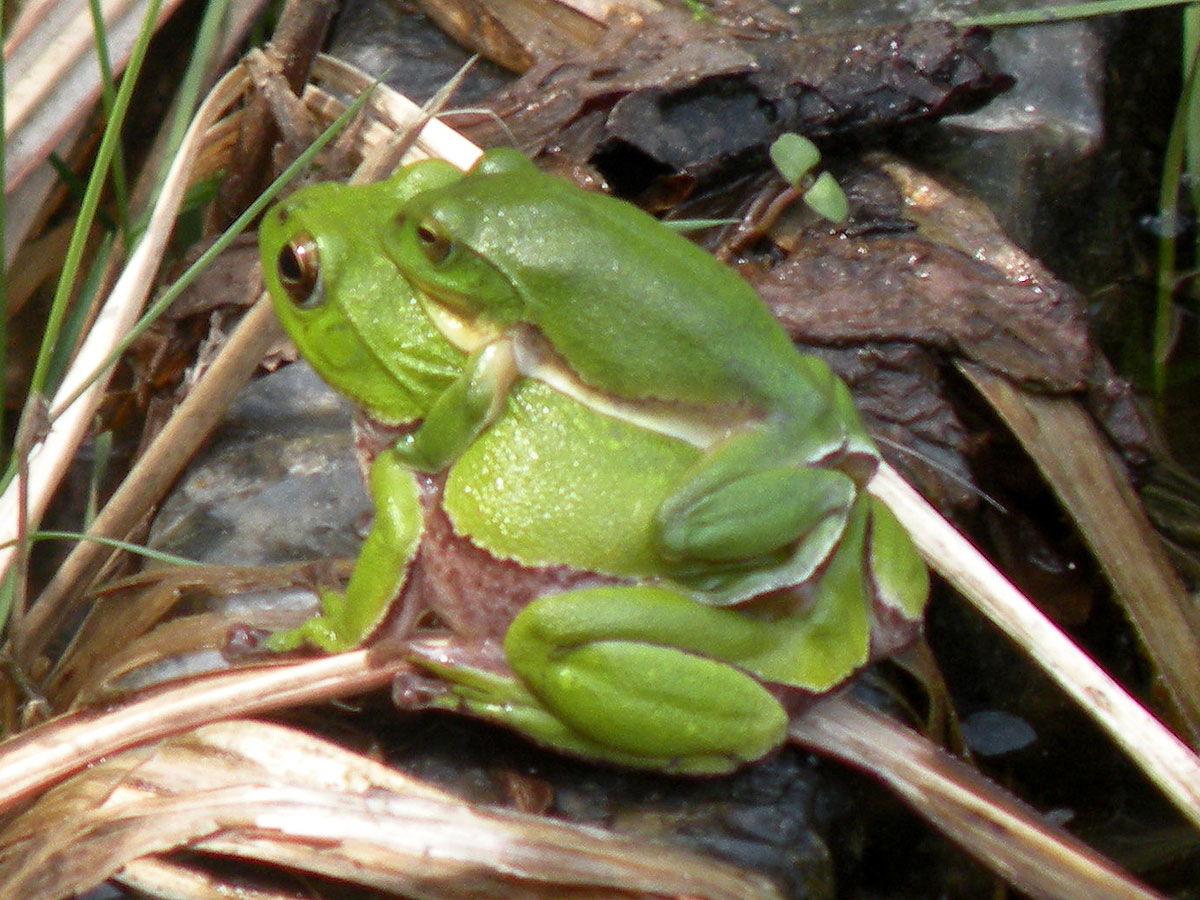
Amplexus, couple de Rhacophorus schlegelii.

Rhacophorus schlegelii mesure de 32 à 43 pour les mâles et de 43 à 53 mm pour les femelles.

## Étymologie
Son nom d'espèce, schlegelii, lui a été donné en référence à Hermann Schlegel, herpétologiste et ornithologue allemand.

## Publications originales
- Boulenger, 1882 : Catalogue of the Batrachia Salientia s. Ecaudata in the collection of the British Museum, ed. 2, p. 1-503 (texte intégral).
- Günther, 1858 : Catalogue of the Batrachia Salientia in the collection of the British Museum (texte intégral).
- Günther, 1858 : Neue Batrachier in der Sammlung des Britischen Museums. Archiv für Naturgeschichte, vol. 24, no 1, p. 319-328 (texte intégral).